# Дивизия Дежардена (Первая империя)
Пехотная дивизия Дежардена (фр. Division d'infanterie de Desjardin) — пехотная дивизия Франции периода наполеоновских войн.

## История дивизии

### Формирование дивизии

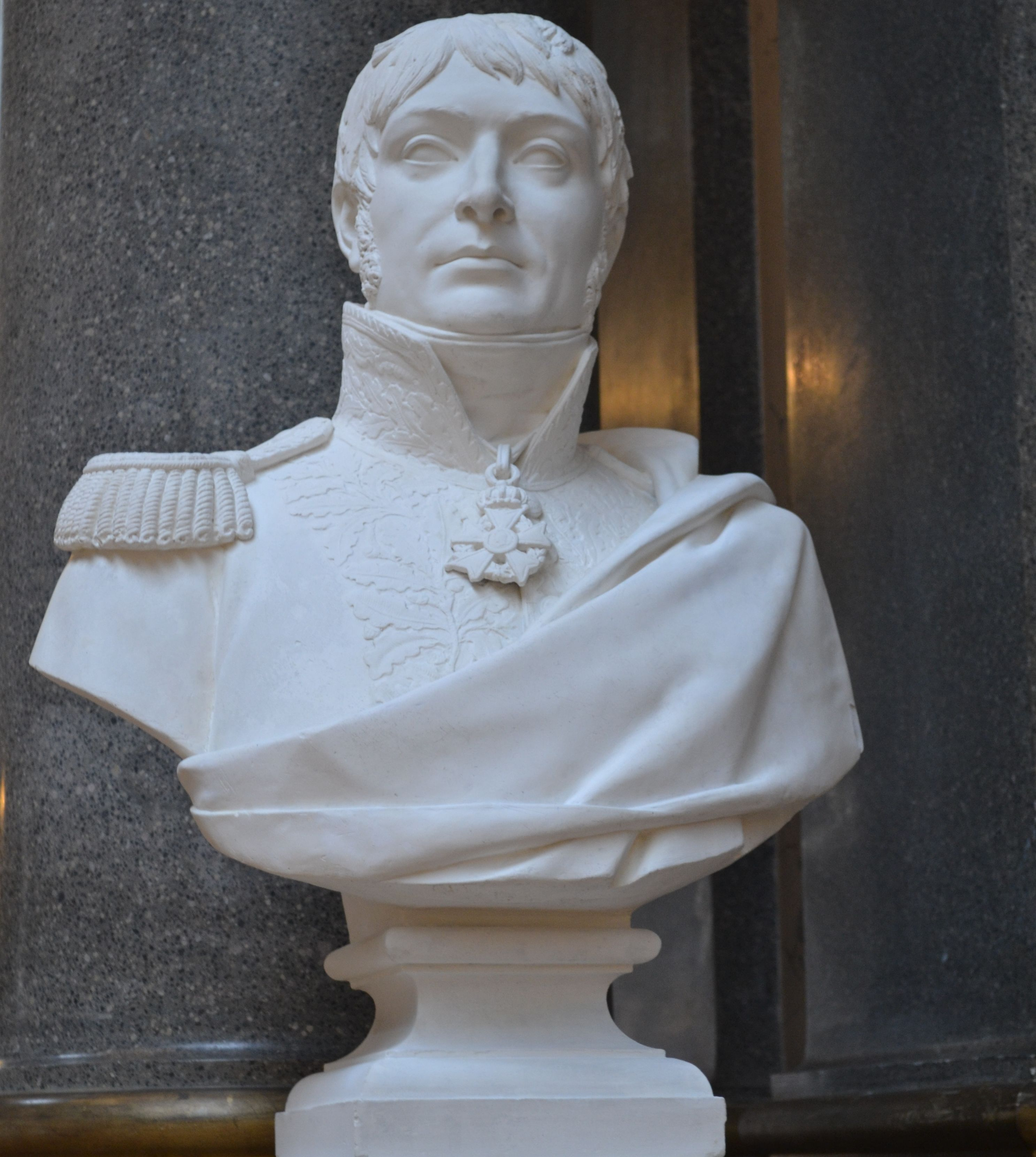
Генерал Дежарден

Дивизия была сформирована императором Наполеоном 23 августа 1805 года из полков, дислоцировавшихся в лагере в Бресте. В состав дивизии вошли 16-й полк лёгкой пехоты, 105-й полк линейной пехоты и 7-й конно-егерский полк. Во главе дивизии был поставлен генерал Дежарден. Дивизии получила приказ выдвигаться из Бреста в Алансон. 29 августа к дивизии, которая  стала частью 7-го армейского корпуса Великой Армии, был добавлен 44-й полк линейной пехоты.

### Австрийская кампания 1805 года
- командующий – дивизионный генерал Жак Дежарден (адъютанты – командир батальона Луи Госсар, капитан Готье, лейтенант Вертела)
- начальник штаба – полковник штаба Бернар Макшихи
  - в штабе – капитаны штаба Сикс и Фушар
- командир артиллерии – командир батальона Реми Дюбуа, при нём - капитан Анри
- инспектор по смотрам – Луи Кларак
- военный комиссар – Жозеф Верне, помощник комиссара – Поль Кларак

- 1-я бригада
- командир – бригадный генерал Пьер Лаписс (адъютанты – командир эскадрона Лебондидье, капитан Дейние)
  - 16-й полк лёгкой пехоты (командир – полковник Жан Арисп)

- 2-я бригада
- командир – бригадный генерал Максимильен Ламарк (адъютанты – капитан Бриже, лейтенант Пейрис)
  - 44-й полк линейной пехоты (командир – полковник Адриан Содёр)
  - 105-й полк линейной пехоты (командир – полковник Пьер Абер)

- 3-я бригада
- командир – бригадный генерал Жан-Пьер Ожеро (адъютанты – капитан Николя, лейтенант Брок)
  - 7-й конно-егерский полк (командир – полковник Аделаид Лагранж)
    - Всего: 7 батальонов, 4 эскадрона, 5767 человек[3][4][5].

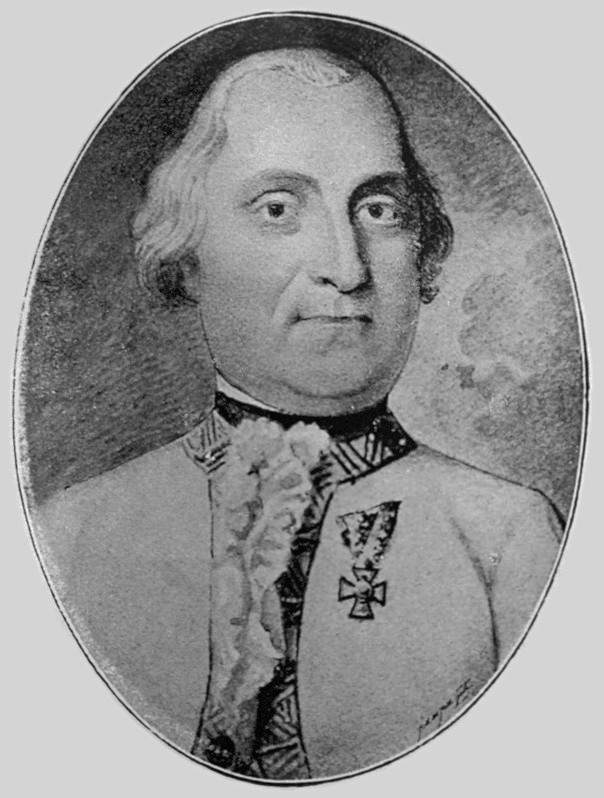
Генерал Елачич

С началом боевых действий против Австрии и России, дивизия выдвинулась к местам будущих боевых действий. 11 октября 1805 года достигла Рейна. Наполеон поставил перед маршалом Ожеро задачу сосредоточить свой корпус в районе Фрибура, и отрезать возможное отступление эрцгерцога Фердинанда в Швейцарию. 25 октября дивизия выдвинулась к Кемптену, и к середине ноября достигла реки Инн. 13 ноября, после длительных маршей, прибыла в Тироль, где в Дорнбирне укрылся фельдмаршал Елачич, ранее вырвавшийся из под Ульма. Австрийцы были настолько деморализованы, что не пытались ни сопротивляться, ни отступать. 14 ноября они подписали капитуляцию, которую французский маршал Ожеро утвердил на следующий день. Согласно этой капитуляции 4058 австрийских солдат (фельдмаршал Елачич, три генерала, 160 офицеров и 3895 солдат) сложили оружие и знамёна (всего семь знамён) и под конвоем французских войск были препровождены до богемской границы. Далее они были отпущены на свободу при условии, что в течение года не будут участвовать в боевых действиях ни против Франции, ни против Итальянского королевства. Успешные действия корпуса были отмечены в 30-м бюллетене Великой Армии.
26 декабря Наполеон отправил 7-й корпус в Швабию в качестве резерва. 27 декабря дивизия расквартировалась в Дармштадте. 28 января 1806 года был получен новый приказ Императора: оккупировать Франкфурт-на-Майне, и освободить Дармштадт для дивизии Дюпона.

### Прусская кампания 1806 года
К концу лета 1806 года обострились отношения между Францией и Пруссией. 5 сентября дивизия получила приказ идти через Вюрцбург на Бамберг, где собирались все корпуса Великой Армии. По пути дивизия подобрала 14-й линейный полк, который вошёл в состав 1-й бригады. Войска Ожеро двигались в след за 5-м армейским корпусом маршала Ланна. 6 октября дивизия оставила Вюрцбург, и 8 прибыла в Бамберг. К вечеру 9 заняла Кобург. Коммуникации корпуса сильно растянулись, 2-я дивизия Эдле была в 4 1/2 км позади дивизии Дежардена. 10 октября Дежарден был в Заальфельде, не успев прийти на помощь Ланну, который разбил пруссаков у стен города. 13 октября переправилась у Калы, после чего выдвинулась на Йену. 14 октября была в Меллингене.
- командующий – дивизионный генерал Жак Дежарден
- начальник штаба – полковник штаба Бернар Макшихи
- командир артиллерии – командир батальона Реми Дюбуа

- 1-я бригада
- командир – бригадный генерал Пьер Лаписс
  - 16-й полк лёгкой пехоты (командир – полковник Жан Арисп)
  - 14-й полк линейной пехоты (командир – полковник Шарль Савари)

- 2-я бригада
- командир – бригадный генерал Николя Конру
  - 44-й полк линейной пехоты (командир – полковник Адриан Содёр)
  - 105-й полк линейной пехоты (командир – полковник Пьер Абер)
    - Всего: 12 батальонов, 8242 человека, 8 орудий[7].

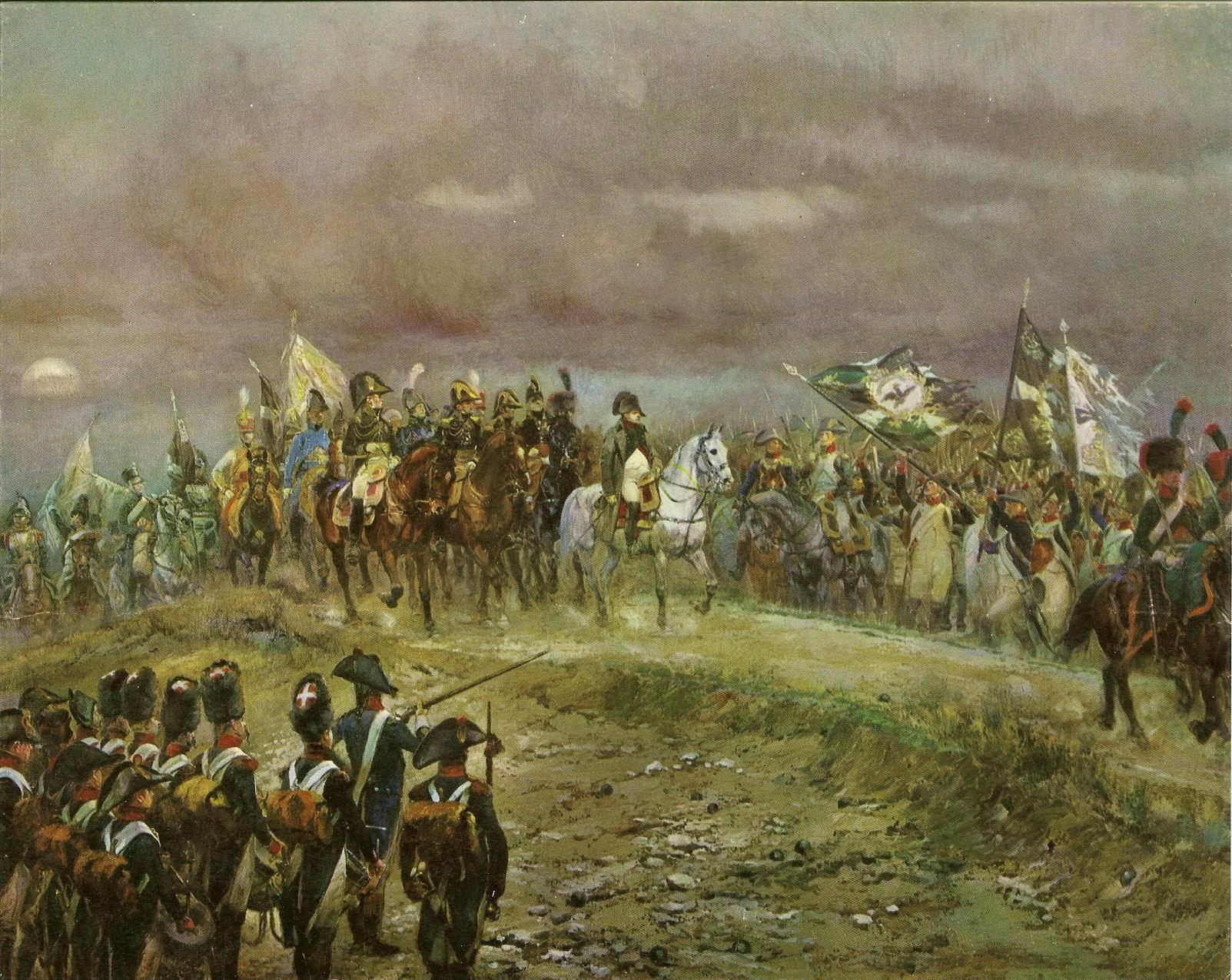
Французские войска вручают Наполеону захваченные прусские штандарты после битвы при Йене

В сражении при Йене корпус Ожеро действовал на левом фланге французов. Перед дивизией Дежардена была поставлена задача занять дорогу на Веймар. Корпус Ожеро вступил в боевую линию значительно позднее, чем это требовалось диспозицией. Только после того, как начался артиллерийский огонь, маршал приказал выстраиваться первой дивизии. Первая бригада вскарабкалась по обрывам Флоберга, между тем другая бригада избрала путь на Косподу, но наступление против Иссерштадтского леса последовало только после окончательного развертывания дивизии в две линии и потому едва могло начаться около 8.30 утра. Дивизия Дежардена, наступая медленно, осталась в лесу и потеснила находившийся против неё правый фланг войск Тауэнцина. Вскоре генералу Дежардену пришлось отправить 105-й линейный полк к Фирценгейлигену на помощь Нею. Медленное продвижение Дежардена позволило саксонцам занять ключевую деревню Иссерштадт и гору Флоберг. Однако неумелые и вялые действия саксонцев позволили Дежардену довольно быстро выбить их из деревни, после чего последовала яростная атака тяжёлой кавалерии Мюрата, которая окончательно уничтожила саксонские силы. По окончания сражения дивизия бивакировала на поле боя. 26 октября вступила в Берлин. 29 октября в полдень Император устроил смотр корпусу Ожеро. В 22-м бюллетене говорилось: «Сегодня в полдень Император провёл смотр 7-го корпуса под командованием маршала Ожеро. Этот корпус пострадал очень мало. У половины солдат даже не было возможности сделать выстрелы; но все они имели ту же волю и то же бесстрашие. Вид этого корпуса был великолепным. Один ваш корпус, сильнее всего, что осталось у короля Пруссии, а ведь вы не составляете и десятую часть моей армии». После этого дивизия оставалась и отдыхала в столице Пруссии. 9 ноября прибыла в Дризен. Но война продолжалась, и вскоре французам предстояло скрестить оружие с русскими.

### Польская кампания 1807 года
28 ноября дивизия вступила в Варшаву. Действовала в районе слияния рек Нарев и Висла. К 5 декабря выдвинулась к Плоцку и поддерживала связь с корпусом Нея у Торна. 9 декабря авангард дивизии подошёл к Закроцемцу. 10 декабря переправилась через Вислу между Закроцемцем и Утратой. Бригада Лаписса вступила в Плоньск и преследовала врага. 22 декабря, тесня казаков, авангард корпуса подошёл к Вкре. Дивизия Дежардена и бригада Ватье пошли на Колозомб, Ожеро с Эдле и Мийо на Сохочин. Солдаты при помощи местных жителей готовили плоты. Река Вкра была не широкая, но имела топкие берега. На заре Дежарден подошёл к переправе у Колозомба. Они с ходу начали переправу на плотах, но были встречены метким огнём русских и откатились. Вторая попытка также закончилась неудачей. Тогда Дежарден приказал инженерному капитану Лезеку под прикрытием солдат 16-го лёгкого восстановить мост, используя для этого не уничтоженный в спешке склад с балками и толстыми досками. Одновременно с этим правее, ниже по течению в полутора километрах, обходя левый фланг Барклая, переправился Лаписс с другой частью 16-го. В этом же месте реку перешла часть французской кавалерии. Сапёры под ожесточённым огнём, от которого погибло несколько человек, навели понтонный мост, по ещё незакреплённым доскам которого перешли солдаты 14-го линейного. Впереди с гренадерской ротой находился полковник Савари. Отряд был атакован русской кавалерией, и Савари был заколот пикой в сердце. Русские врубились в ряды французов, но всё новые и новые подразделения переходили Вкру, и неприятель был оттеснён. Плацдарм для беспрепятственной переправы был получен. В это же время во фланг ударил Лаписс с 16-м, и неожиданной атакой захватил редут и находившиеся в нём орудия. Это были первые трофеи, захваченные у русских в эту войну. Около 2 часов дня, мост и редут были захвачены. Часть войск Дежардена устремилась по лесной дороге на юго-восток, в направлении Нове-Място, а 105-й линейный повернул влево, вдоль реки к Сохочину, встретив по пути в лесу Тенгинский полк. Полковник Абер перешёл в наступление, но в ходе штыковой схватки был отброшен обратно в лес. Однако после подхода генерала Лефранка с батальоном 44-го линейного, русский полк был вынужден отступить. В итоге в ходе сражения дивизия потеряла 33 убитыми и 223 ранеными, так и не получив никакой действенной поддержки от дивизии Эдле. В 45-м бюллетене Наполеон описал переправу через Вкру, и отметил успешные действия 16-го лёгкого и 14-го линейного, а также гибель полковника Савари.
После этого, дивизия пошла в сторону Голымина. К 8 утра авангард подошёл к городу. До 12 часов стрелки и конные егеря вели перестрелку с русскими. Подошедшая пехота Дежардена не позволила генералу Щербатову занять лес. Вскоре за лес разгорелся яростный бой. Бригада Лефранка была отбита картечью и солдатами Щербатова с дистанции 50 метров, и отошла на 200 шагов. Сам Лефранк был ранен, и заменён полковником Альбером, адъютантом Ожеро. Вторая попытка имела такой же результат. После этого продолжалась только перестрелка. Дежарден свернул войска перед Каленчиным в каре. В итоге атака Ожеро на правом фланге не имела успеха. После наступления темноты пехота Ожеро и Даву заняла деревню Каленчин. Затем при поддержки 18 орудий французы с двух сторон ворвались в Голымин, где после 20 часов завязался ожесточённый рукопашный бой. В рядах русских возникла неразбериха, и они начали отступать. Екатеринославский гренадерский и Владимирский мушкетёрский вышли к Голымину, который уже был занят бригадой Лаписса. Французы встретили русских ружейным и картечным огнём, что вызвало замешательство и расстройство в рядах неприятеля, а также к потере двух орудий. Последние схватки продолжались до 22 часов. 16-й лёгкий попытался отрезать путь отступления, но ему помешала темнота. Тогда Лаписс выдвинул батальон 14-го линейного, но и это не помогло, и вскоре французы отошли к Голымину. После сражения дивизия отошла к Вышогруду и Блони на Висле, где были база и магазины. К 7 января 1807 года дивизия расположилась на зимние квартиры в Нове-Място и окрестностях.
- командующий – дивизионный генерал Жак Дежарден
- начальник штаба – полковник штаба Бернар Макшихи
- командир артиллерии – командир батальона Реми Дюбуа

- 1-я бригада
- командир – бригадный генерал Жозеф Альбер
  - 16-й полк лёгкой пехоты (командир – командир батальона Жан-Батист Лаборе)
  - 14-й полк линейной пехоты (командир – полковник Жан-Франсуа Анрио)

- 2-я бригада
- командир – бригадный генерал Луи Бино
  - 44-й полк линейной пехоты (командир – майор Шарль Масси)
  - 105-й полк линейной пехоты (командир – полковник Пьер Абер)
    - Всего: 12 батальонов, около 6454 человек, 8 орудий.

В последних числах января боевые действия возобновились. 1 февраля был получен приказ наступать на Найденбург и Яново. 3 февраля дивизия прибыла в Алленштайн. 5 февраля у Бергфрида действовала в центре, но активного участия в бою не принимала, как и 6 февраля при Гофе, где располагалась на левом фланге, и помогла занять деревню Гоф. 7 февраля прибыла к Эйлау, начав обход Тенкнитенского озера. К вечеру расположилась на бивак в Цезене, где голодные французские солдаты тщетно пытались найти пропитание, так как уже 8 дней из-за отставания обозов не получали продовольствие. В итоге ограничились на ужин несколькими картофелинами и водой. 8 февраля Наполеон расположил дивизию во второй линии, на левом фланге, левее города Эйлау. В 10 часов пошла в атаку. Пока войска выдвигались, в 11 часов начались снегопад и метель. 7-й корпус, стоявший между Эйлау и Ротененом выступил против центра русских. Первые бригады дивизий следовали в колоннах, вторые - свёрнутые в каре. В первой линии находилась дивизия Дежардена, во второй - Эдле. С первых минут движения 7-й корпус начали преследовать неудачи. Ослеплённые метелью, хлеставшей снегом в лицо и не позволявшей видеть далее чем на 15 шагов, дивизии разошлись, а первые бригады оторвались от вторых. Также был утрачен контакт с дивизией Сент-Илера. Была потеряна и поддержка артиллерии, так как и она сильно отстала. Когда на короткое время погода разъяснилась, Ожеро неожиданно для себя оказался перед центром генерала Остен-Сакена, ударившего в упор из 70 орудий. Дежарден оказался перед отрядом Маркова. Ошеломлённые ливнем железа, французские полки понесли огромные потери и смешали ряды. Был смертельно ранен Дежарден, был убит ядром, оторвавшем обе руки, начальник штаба Макшихи. Вскоре на дивизию Дежардена ударила в штыки прибывшая из резерва бригада Запольского (4 пехотных полка). Левее была началась атака ещё двух полков из 8-й дивизии, а также трёх эскадронов гусар. Около получаса продолжалась невероятная рукопашная схватка. 16-й лёгкий не успел образовать каре, подвергся удару кавалерии и потерял около 110 человек (21 марта один из батальонов полка был расформирован из-за огромных потерь). Вскоре по отступающим французам с права ударили драгуны. 44-й линейный лишился орла и знамени 1-го батальона. Наконец войска не выдержали, и начали бежать с поля боя, преследуемые русской пехотой и семью конными полками. В 105-м был убит орлоносец, однако, орла вынес из боя адъютант лейтенант Абер. Остатки 7-го корпуса собрались возле кладбища Эйлау, где маршал попытался перестроить войска. К этому времен снег прекратился, и выяснилось, что продвигавшийся в авангарде 14-й остался на поле недавней схватки, занимая холм, который ему было приказано захватить и удерживать. Окружённый русскими, размахивая орлом, полк подавал знак, что он ещё держится. Заметив это, Наполеон приказал Ожеро послать к полку курьера, чтобы возвратить отрезанную часть. Однако оба курьера погибли, не сумев пробиться к полку. Тогда очередь дошла до капитана Марбо, который хитростью смог прорваться к своим. Однако было уже поздно. Полк стоял, свернувшись в каре, на вершине холма, имевшего мягкие скаты. Уже были отбиты несколько атак кавалерии. Перед фронтом французов образовался бруствер из тел людей и лошадей. К этому времени полковник Анрио был ранен, и полком командовал командир батальона Досси. Марбо передал ему приказ возвращаться. Полк уже более часа находился под огнём артиллерии, неся большие потери. Необходимо было, как можно поспешнее спуститься на равнину, чтобы спастись, но в это время примерно в 100 шагах возникла колонна русской пехоты, шедшей в атаку на остатки полка. В этих обстоятельствах Досси заявил Марбо: «Я не вижу способа спасти полк. Возвращайтесь к Императору и передайте ему последний привет от 14-го линейного, который точно исполнил его приказы и отдайте нашего орла, которого он нам дал. Мы уже не можем его защищать; будет слишком тяжело умирать, видя, как он попадёт в руки врагов». Он передал орла, которого солдаты проводили кличем «Да здравствует Император!». Однако Марбо был контужен ядром. После ожесточённой схватки каре батальона было прорвано и рассеяно, но французы собрались в несколько взводов и продолжали сражаться. Часть солдат сомкнулась вокруг лошади Марбо, единственного, кто находился верхом, так что он не мог выбраться из гущи боя. Будучи несколько раз ранен, Марбо смог вырваться из схватки и добрался до позиций своих. Из 14-го удалось спастись немногим. Осталось только 902 человека, включая 200 раненых, возвратившихся в строй. Выбыли 1300, в том числе 590 убитых, 38 офицеров, из которых 24 погибших были впоследствии похоронены на героически защищаемом холме, где французы установили монумент.
| Потери                  | на 1 февраля | на 10 февраля |
| ----------------------- | ------------ | ------------- |
| 16-й лёгкий (3 бат.)    | 1908         | 798           |
| 14-й линейный (2 бат.)  | 1905         | 512           |
| 44-й линейный (2 бат.)  | 1514         | 597           |
| 105-й линейный (2 бат.) | 1585         | 653           |

21 февраля 1807 года дивизия была расформирована Наполеоном. Полки распределены по другим корпусам Великой Армии:
- 16-й лёгкий в дивизию Лаписса (1-й армейский корпус),
- 14-й линейный дивизию Сент-Илера (4-й армейский корпус),
- 44-й линейный в дивизию Гелгуда (10-й армейский корпус),
- 105-й линейный в дивизию Леграна (4-й армейский корпус)[8].

## Организация дивизии
штаб дивизии (фр. état-major de la division)
16-й полк лёгкой пехоты (фр. 16e régiment d'infanterie légère)
в составе дивизии с 23 августа 1805 года по 21 февраля 1807 года.
командиры полка:
- полковник Жан Арисп (18 мая 1802 – 29 января 1807)
- командир батальона Жан-Батист Лаборе (29 января 1807 – 8 февраля 1807)
- капитан Пьер Фаже (8 февраля 1807 – 10 февраля 1807)
- полковник Жан-Пьер Деллар (с 10 февраля 1807)

105-й полк линейной пехоты (фр. 105e régiment d'infanterie de ligne)
в составе дивизии с 23 августа 1805 года по 21 февраля 1807 года.
командиры полка:
- полковник Пьер Абер (с 29 мая 1802)

7-й конно-егерский полк (фр. 7e e régiment de chasseurs à cheval)
в составе дивизии с 23 августа 1805 года по 20 сентября 1806 года.
командиры полка:
- полковник Аделаид Лагранж (с 8 февраля 1801)

44-й полк линейной пехоты (фр. 44e régiment d'infanterie de ligne)
в составе дивизии с 29 августа 1805 года по 21 февраля 1807 года.
командиры полка:
- полковник Адриан Содёр (28 марта 1799 – 30 декабря 1806)
- командир батальона Шарль Лефевр (30 декабря 1806 – 4 января 1807)
- майор Шарль Масси (4 января 1807 – 4 февраля 1807)
- полковник Жак Лафосс (с 4 февраля 1807)

14-й полк линейной пехоты (фр. 14e régiment d'infanterie de ligne)
в составе дивизии с 1 октября 1806 года по 21 февраля 1807 года.
командиры полка:
- полковник Шарль Савари (21 декабря 1805 – 24 декабря 1806)
- командир батальона Жозеф Досси (24 декабря 1806 – 30 декабря 1806)
- полковник Жан-Франсуа Анрио (с 30 декабря 1806)

артиллерия (фр. artillerie de la division)

## Командование дивизии

### Командиры дивизии
- дивизионный генерал Жак Дежарден (23 августа 1805 – 8 февраля 1807)
- бригадный генерал Жозеф Альбер (8 февраля 1807 – 21 февраля 1807)

### Начальники штаба дивизии
- полковник штаба Бернар Макшихи (13 сентября 1805 – 8 февраля 1807)

### Командиры артиллерии дивизии
- командир батальона Реми Дюбуа (23 августа 1805 – 21 февраля 1807)

### Командиры 1-й бригады
- бригадный генерал Пьер Лаписс (23 августа 1805 – 30 декабря 1806)
- бригадный генерал Луи Бино (31 декабря 1806 – 12 января 1807)
- бригадный генерал Жозеф Альбер (12 января 1807 – 21 февраля 1807)

### Командиры 2-й бригады
- бригадный генерал Максимильен Ламарк (23 августа 1805 – 6 февраля 1806)
- бригадный генерал Николя Конру (23 февраля 1806 – 6 ноября 1806)
- бригадный генерал Жак Лефранк (6 ноября 1806 – 12 января 1807)
- бригадный генерал Луи Бино (12 января 1807 – 8 февраля 1807)

### Командиры 3-й бригады
- бригадный генерал Жан-Пьер Ожеро (5 ноября 1805 – 5 октября 1806)